# Leidenborn

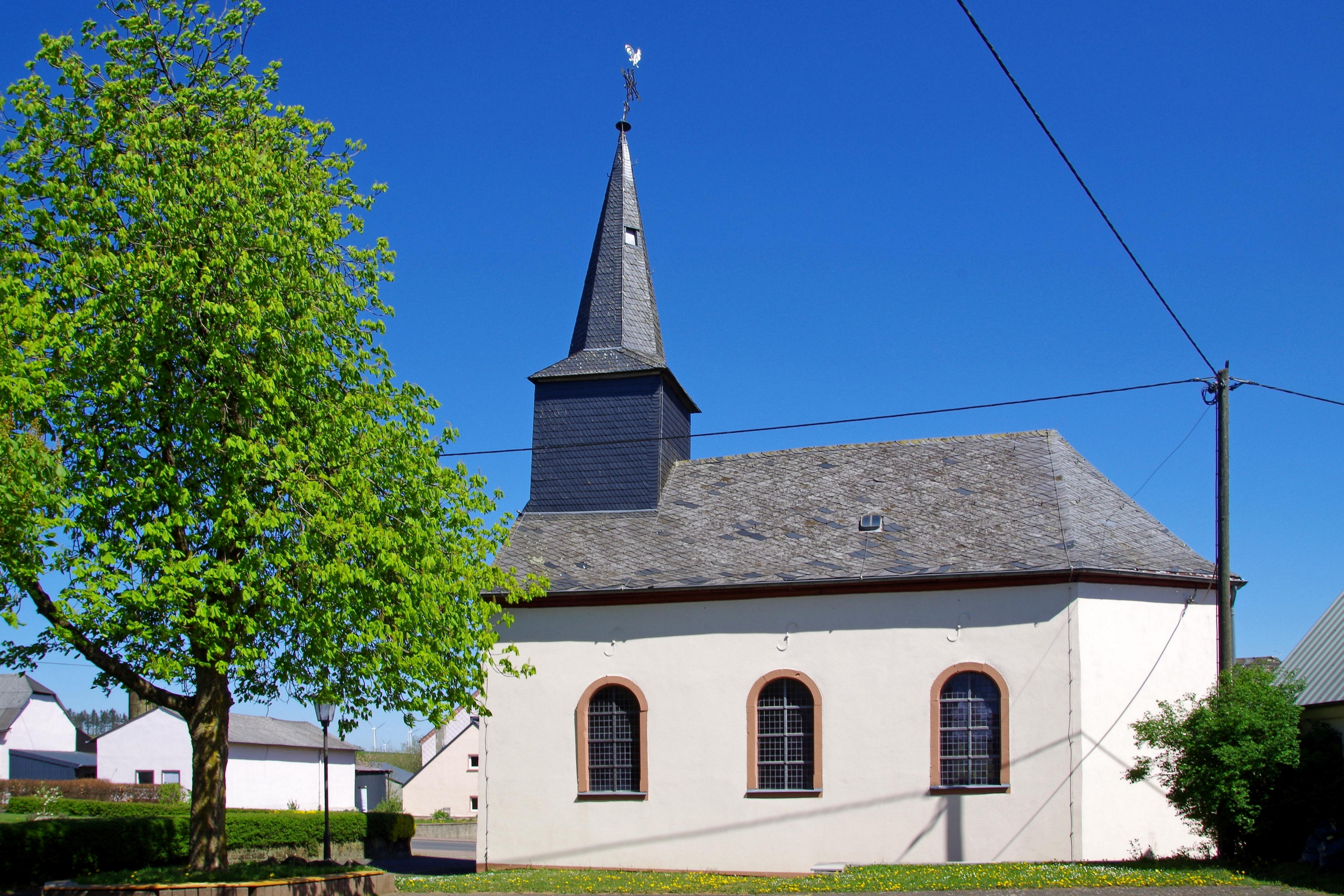
St. Antonius, Südwestseite

Leidenborn ist eine Ortsgemeinde im Eifelkreis Bitburg-Prüm in Rheinland-Pfalz. Sie gehört der Verbandsgemeinde Arzfeld an.

## Geographie

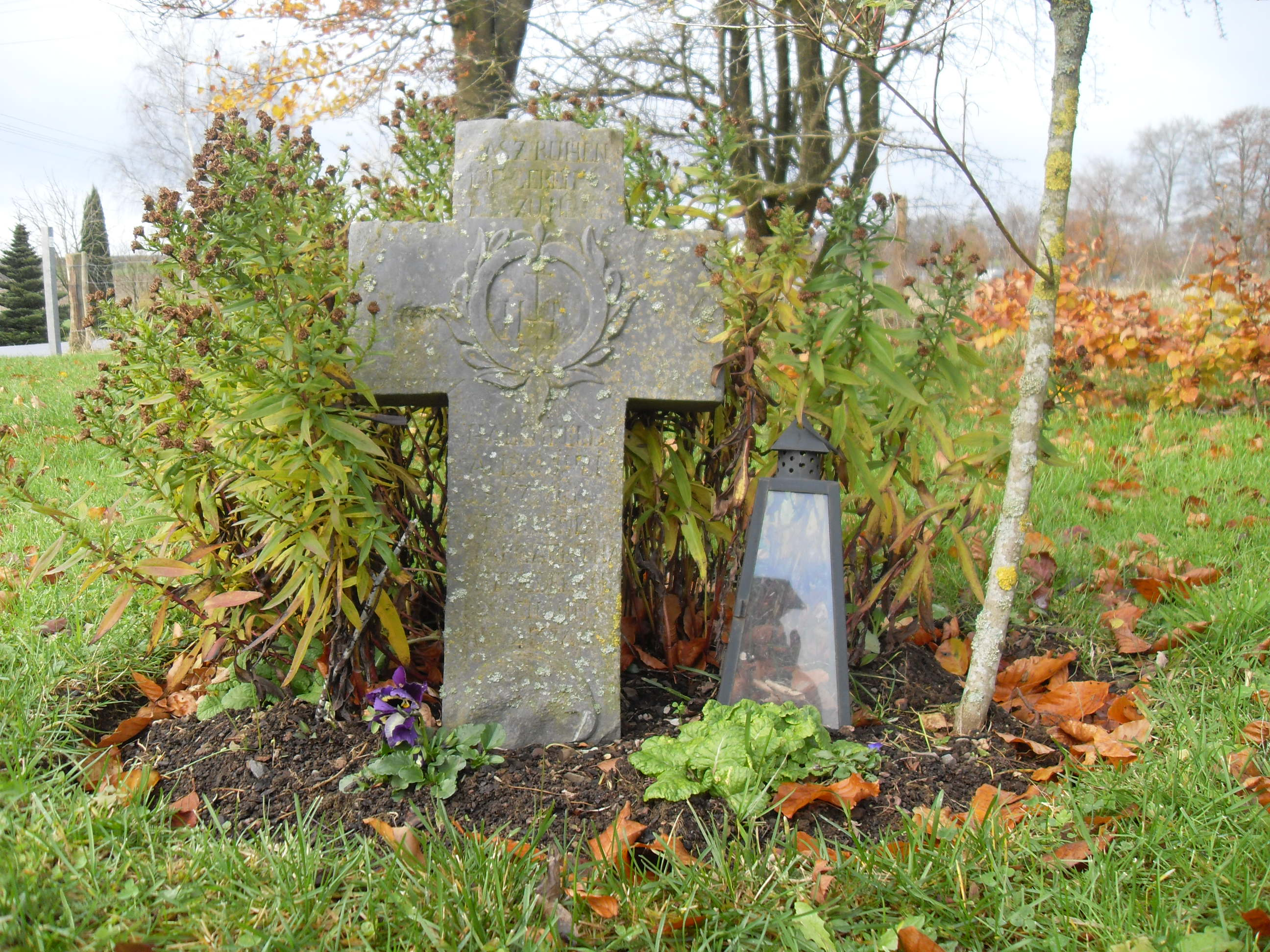
Denkmal

Der Ort liegt im Westen der Eifel, nur wenige Kilometer östlich der Grenze zu Luxemburg. Nachbargemeinden sind Großkampenberg und Kesfeld im Norden, Üttfeld im Süden, Sengerich im Süden, Herzfeld im Südwesten und Lützkampen im Westen.
Zu Leidenborn gehören auch die Wohnplätze Hallischbach, Hof Lützkampenerbrücke, Huffelsheck, Leidenbornermühle, Regerhof, Reiffersbach und Schneidmühle sowie der Weiler Lautzerath.
Gut zwei Drittel des Gemeindegebietes werden landwirtschaftlich genutzt, über 20 % sind Waldfläche (Stand 2019).

## Geschichte
Die Gemarkung von Leidenborn war vermutlich schon früh besiedelt, was durch den Fund von Gräbern belegt werden konnte. Zum einen entdeckte man nordöstlich von Sengerich eine Gruppe von zwölf Hügelgräbern und zum anderen einen einzelnen Grabhügel mit einem Durchmesser zwischen 20 und 30 m nördlich von Sengerich. An beiden Fundstellen erfolgten bisher keine näheren Untersuchungen.
Die Endung des Leidenborner Ortsnamens weist auf eine Entstehung während der mittelalterlichen Rodungsphasen hin. Bis zum Ende des 18. Jahrhunderts gehörte Leidenborn zur Herrschaft Dasburg im Herzogtum Luxemburg.
Als Bürgermeisterei erhielt Leidenborn in der preußischen Zeit ein Amtsgebäude sowie eine kleine Polizeistation mit Gefängnis. Nachdem sich der Ort zunächst sehr positiv entwickelt hatte, wurde er durch den Bau des Westwalls und durch die Folgen der Ardennenoffensive zurückgeworfen. Bei den Frontwechseln wurde der Ort etwa zu 90 % zerstört. Die entstandenen Minenfelder rissen auch nach dem Krieg zahlreiche Zivilisten in den Tod.
Statistik zur Einwohnerentwicklung
Die Entwicklung der Einwohnerzahl von Leidenborn, die Werte von 1871 bis 1987 beruhen auf Volkszählungen:
| Jahr | Einwohner |
| ---- | --------- |
| 1815 | 113       |
| 1835 | 152       |
| 1871 | 171       |
| 1905 | 208       |
| 1939 | 455       |

| Jahr | Einwohner |
| ---- | --------- |
| 1950 | 166       |
| 1961 | 182       |
| 1970 | 194       |
| 1987 | 195       |
| 2005 | 162       |

## Politik

### Bürgermeister
Hermann Schwalen wurde 2015 Ortsbürgermeister von Leidenborn. Bei der Direktwahl am 26. Mai 2019 wurde er mit einem Stimmenanteil von 78,76 % für weitere fünf Jahre in seinem Amt bestätigt. Er wurde im Juni 2024 wiedergewählt.
Schwalens Vorgänger Werner Roderich hatte das Amt über 15 Jahre ausgeübt, es mit Wirkung zum März 2015 aber vorzeitig niedergelegt.

### Wappen
| Wappen von Leidenborn | Blasonierung: „Durch eine silberne Wellenleiste von Rot und Grün geteilt. Oben ein aufgeschlagenes goldenes Buch, jede der zwei sichtbaren Seiten belegt mit einem Auge: Wimpern schwarz, Hornhaut silbern, Iris schwarz. Unten drei fächerförmig angeordnete goldene Ähren.“ |
| Wappen von Leidenborn | Wappenbegründung: Das aufgeschlagene Buch mit den zwei Augen steht für Odilia (Schutzpatronin für Augenkranke) als der ältesten nachweisbaren kirchlichen Heiligen mit Bezug zu Leidenborn. Die Wellenleiste symbolisiert die heute noch in Leidenborn vorhandene Quelle mit Wasserlauf. Von dieser Quelle ist vermutlich der Ortsname abgeleitet, denn ihr Wasser soll Augenleiden vermindert haben. Die drei Ähren stehen für die im Ort bedeutende Landwirtschaft. |

## Wirtschaft und Infrastruktur
Leidenborn ist heute eine landwirtschaftlich geprägte Wohngemeinde. Seit 1971, als noch 29 landwirtschaftliche Betriebe gezählt worden waren, hat die landwirtschaftlich genutzte Fläche von 385 ha auf 269 ha (2010) abgenommen, die von vier Betrieben bewirtschaftet wurden.
Durchquert wird die Ortschaft von der Landesstraße 15, die sie unter anderem mit Üttfeld und Lützkampen verbindet.
Leidenborn ist Standort einer Freiwilligen Feuerwehr mit 11 Mitgliedern.